# Villa Loguercio
Villa Loguercio o Laguna de Lobos es una localidad argentina ubicada en el Partido de Lobos, provincia de Buenos Aires. Se encuentra sobre la margen norte de la laguna de Lobos, a km de la Ruta Nacional 205 y a 13 km de la ciudad de Lobos. En las cercanías se halla la estación de ferrocarril de Fortín Lobos, posterior a la creación de la villa.
La villa sirve de asiento a unos 400 habitantes estables, aunque hay un gran número de casas de fin de semana, además de hosterías y cámpines. La principal actividad económica es el turismo aprovechando la laguna de Lobos, sobre todo la pesca embarcada aunque también los deportes acuáticos. El nombre proviene de la familia propietaria de estas tierras. En 1945 comenzó la construcción del Club de Pesca de Lobos, alrededor de la cual se fueron agregando instituciones dedicadas a la pesca. En 1952 la señora Aydeé Durán encargó el loteo de las tierras que había heredado de su tío Vicente Loguercio, quien a su vez había comprado las 250 hectáreas a la familia Fernández. Entre los puntos a destacar se encuentra una estación hidrológica que provee de alevinos de pejerrey a la laguna.